# Bande de filles
Pour plus de détails, voir Fiche technique et Distribution.
Bande de filles est un film dramatique français réalisé et écrit par Céline Sciamma, sorti en 2014.
Il s'agit du troisième long métrage de la réalisatrice après Naissance des pieuvres et Tomboy, avec lesquels il partage les thèmes de l'adolescence et de la recherche d'identité. Se déroulant dans la banlieue de Paris, ce film est tourné essentiellement à Bagnolet et s'attache notamment à montrer la place des filles dans les quartiers dits sensibles. Il est interprété par des acteurs alors méconnus voire débutants, avec une majorité de Noirs, ce qui est rare dans le cinéma français.
Il est sélectionné, en compétition ou non, dans de nombreux festivals, dont certains très prestigieux comme ceux de Cannes, où il est projeté pour la première fois, Venise, Toronto ou encore Sundance. La critique est globalement très positive et le film reçoit plusieurs distinctions, dont une récompense spéciale aux Prix Lumières 2015 et deux Chlotrudis Awards en 2016, ainsi que des nominations aux César 2015 ou aux Independent Spirit Awards 2016.
La musique originale est composée par Para One mais le film utilise également des chansons préexistantes, dont Diamonds de Rihanna, dans une des scènes du film les plus remarquées et commentées.

## Synopsis

### Épisode 1

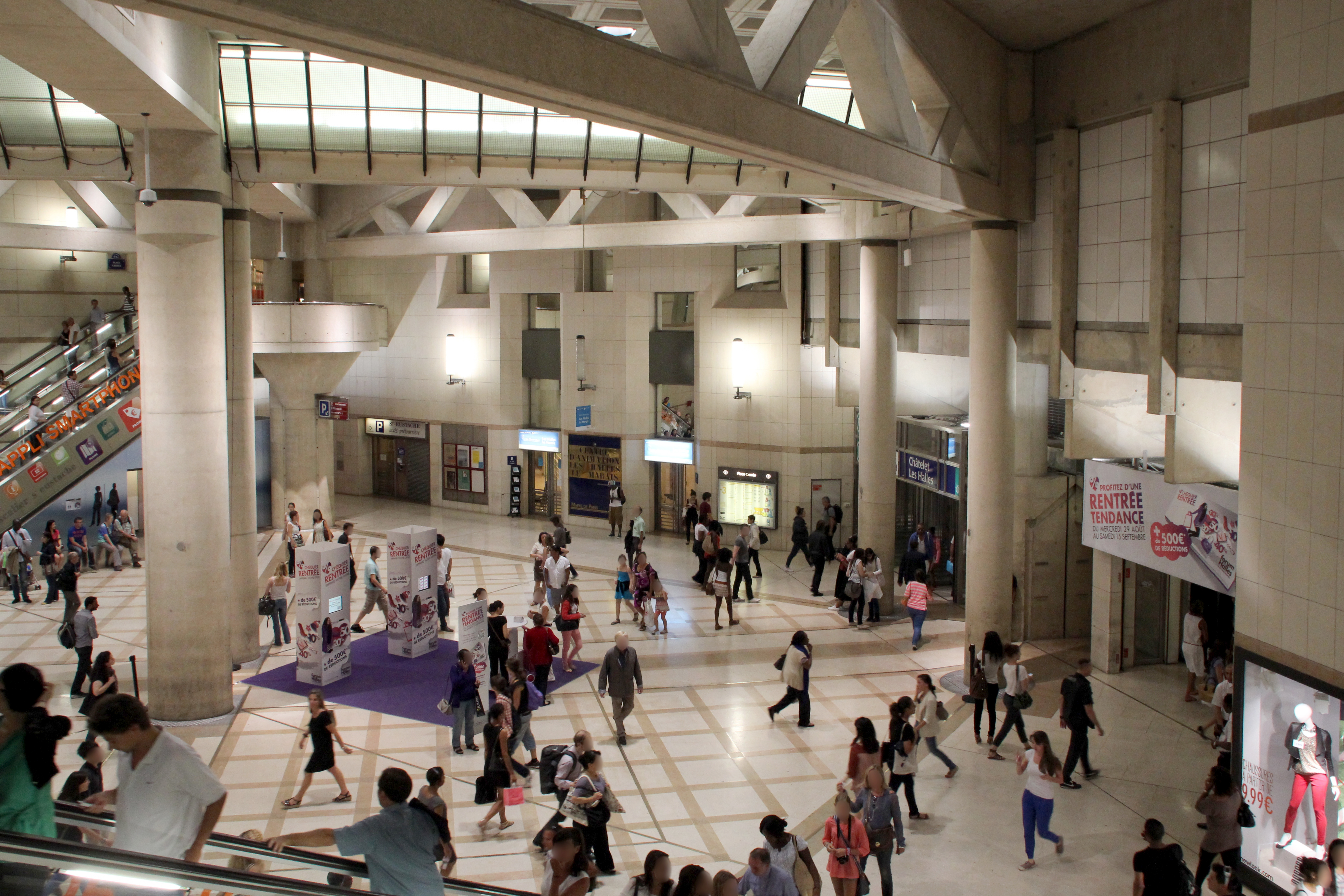
Marieme fait sa première sortie avec ses nouvelles amies au Forum des Halles.

De jeunes filles jouent au football américain. Lorsqu’elles reviennent dans leur quartier de la banlieue parisienne, elles discutent bruyamment puis se font plus silencieuses lorsqu'elles croisent des jeunes garçons à l’approche de leurs barres d’immeuble. Parmi elles, figure Marieme, une adolescente, qui croise brièvement Ismaël, un ami de son frère aîné Djibril. Elle s’occupe ensuite de ses deux sœurs cadettes, « Bébé » et « Mini », leur mère étant partie travailler de nuit. Elle joue ensuite au jeu vidéo FIFA 13, mais Djibril lui ordonne d’arrêter et d’aller se coucher.
Le lendemain, au collège, elle est en rendez-vous avec la CPE, qui lui fait comprendre qu’elle ne pourra pas intégrer une seconde générale et qu’elle doit envisager un CAP, ce que Marieme refuse. Quittant l’établissement en colère, elle est interpelée par trois autres adolescentes, « Lady », Adiatou et Fily, qui lui proposent de se joindre à elles pour une virée à Paris. Elle refuse dans un premier temps. Mais lorsqu’elle s’aperçoit qu’Ismaël connaît les trois filles, Marieme change d'avis et suit les filles au Forum des Halles, où elles provoquent une vendeuse (qui semble soupçonner Marieme de vouloir commettre un vol) puis un autre groupe de banlieusardes sur le quai du métro. De retour chez elle, Marieme fait croire à sa mère qu’elle passe en seconde.

### Épisode 2

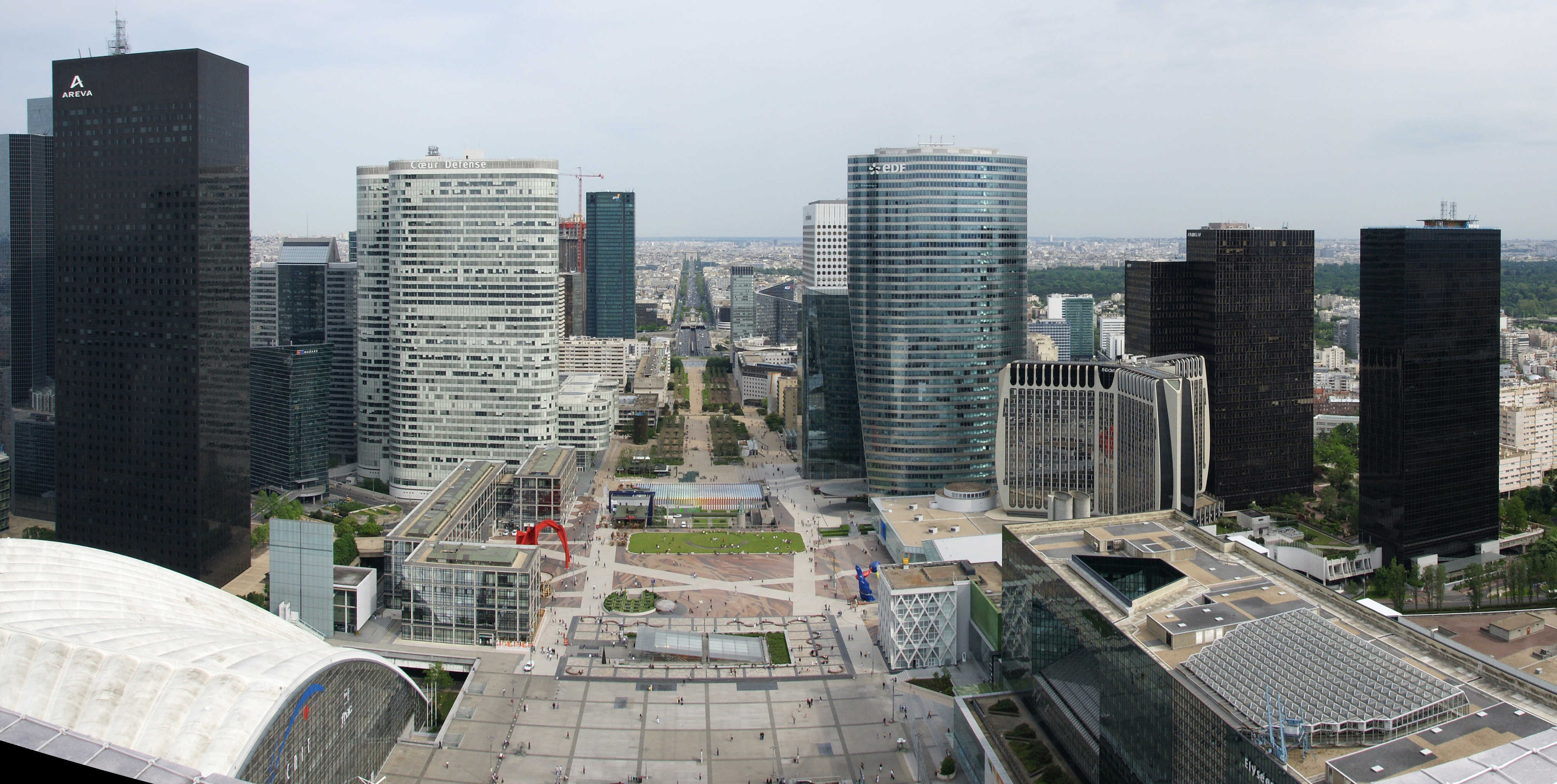
Pendant le film, Marieme se rend plusieurs fois dans le quartier de La Défense.

Acceptée parmi la bande de Lady, elle change de style vestimentaire et de comportement, allant jusqu’à racketter une élève devant le collège. Les quatre filles utilisent l’argent qu’elles ont récupéré pour louer une chambre d’hôtel et passer librement du temps ensemble pour boire, fumer du narguilé, essayer des vêtements qu’elles ont volés, ou encore danser sur la chanson Diamonds de Rihanna. Lorsque Marieme reçoit un appel de son frère, Lady lui dit de ne pas répondre et de faire ce qu’elle veut de sa vie, puis lui offre une chaîne dorée avec un pendentif du même style que le sien, mais avec l’inscription « Vic » au lieu de « Lady » (« comme Victoire », dit-elle).
Dans leur quartier, Ismaël et Marieme s’avouent implicitement leur désir mutuel, mais le jeune homme fait comprendre qu’il lui semble impossible d’envisager une relation entre eux parce qu’il est l’ami de Djibril. Dans l’appartement, ce dernier reproche à Marieme, d’un ton menaçant, de ne pas lui avoir répondu. Plus tard, sur un terrain vague, Lady se bat violemment avec une autre jeune fille, qui l’humilie en enlevant son haut, la laissant ainsi en soutien-gorge devant de nombreux jeunes du quartier qui assistent à la scène. Après la bagarre, Marieme et Ismaël vont s’isoler dans une cage d'escalier pour s’embrasser. Elle fait ensuite un essai pour travailler durant l’été comme femme de ménage à La Défense, au même endroit que sa mère, mais elle fait comprendre à la collègue de celle-ci, de façon autoritaire, qu’elle ne souhaite pas prolonger l’expérience et que sa mère ne doit pas savoir que c’est sa propre décision.

### Épisode 3

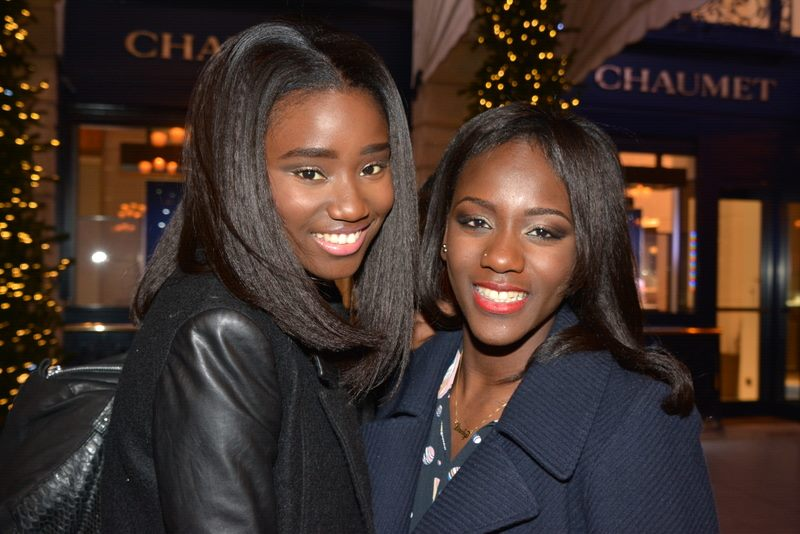
Deux des actrices principales, Karidja Touré et Assa Sylla, lors du dîner des révélations des César 2015.

Marieme continue de traîner avec ses nouvelles amies, mais Lady a beaucoup changé depuis son humiliation publique, qui lui vaut notamment d’être rabaissée par les garçons du quartier et de s’être fait couper les cheveux par son père. Marieme décide alors de la venger en organisant une autre bagarre contre la même fille, dont elle arrache successivement le haut puis le soutien-gorge devant tout le monde. Elle gagne la reconnaissance de Lady, mais aussi de son frère, qui lui montre sa fierté et lui propose de l’affronter sur FIFA 13. D'autre part, Marieme poursuit sa relation secrète avec Ismaël et ose même le rejoindre chez lui en pleine nuit pour faire l’amour avec lui pour la première fois.

### Épisode 4
Semblant épanouie, Marieme fait une battle de danse avec des amies à La Défense, où elle réprimande sa sœur, qu’elle surprend en train de racketter une jeune fille. De retour à l’appartement, elle subit la violence et les insultes de Djibril, qui a eu connaissance de sa relation avec Ismaël. Fuyant la colère de ce frère autoritaire, elle se réfugie dans un fast-food où elle est abordée par Abou, un caïd du coin. Elle décide de fuir de chez elle et de travailler pour Abou. Contrainte de vivre dans un autre quartier, Marieme passe une dernière soirée avec ses amies.

### Épisode 5
Se présentant désormais sous le nom de « Vic », elle commence sa nouvelle vie. Elle va dans des soirées parisiennes pour livrer des commandes de drogue pour le compte d’Abou. Elle vit en colocation avec une prostituée dont Abou est le proxénète. Elle continue de fréquenter Ismaël, mais celui-ci comprend de moins en moins qu’elle prenne un style toujours plus masculin, Marieme allant jusqu’à mettre des bandages pour compresser sa poitrine. Un soir, elle se rend à une soirée organisée chez Abou, dans son quartier d’origine. Abusant de son pouvoir, Abou veut la forcer à l’embrasser. Marieme s’enfuit et se réfugie chez Ismaël, qui lui propose de vivre et se marier avec lui pour éviter les problèmes, remarquant qu’elle serait considérée comme « une fille bien » si elle accepte cette solution. Même si elle est touchée par la bienveillance de son petit ami, Marieme répond que ce n’est pas la vie dont elle rêve. Le lendemain, elle a l’intention de retourner chez elle mais finit par se raviser. Elle pleure un moment au pied de son immeuble puis s’en va avec un air déterminé.

## Fiche technique
Sauf indication contraire, les informations mentionnées dans cette section peuvent être confirmées par les bases de données cinématographiques IMDb et Allociné,  présentes dans la section « Liens externes ».
- Titre original : Bande de filles
- Titre anglais international : Girlhood
- Réalisation : Céline Sciamma
- Scénario : Céline Sciamma
- Musique : Para One
- Photographie : Crystel Fournier
- Montage : Julien Lacheray
- Son : Pierre André (montage) et Daniel Sobrino (mixage)
- Décors et direction artistique : Thomas Grézaud
- Production : Bénédicte Couvreur, en coproduction avec Rémi Burah et Olivier Père
- Sociétés de production : Hold-up Films et Lilies Films, en coproduction avec Arte France Cinéma
  - En association avec Pyramide Distribution, Films Distribution et Arte/Cofinova 9
  - Avec la participation du CNC, du Fonds Images de la Diversité, de Canal+ , d'Arte France et de Ciné+
  - Avec le support de l'Agence nationale pour la cohésion sociale et l'égalité des chances et de la région Île-de-France
- Sociétés de distribution : Pyramide Distribution (France) ; Strand Releasing (Canada et États-Unis)[2] ; Cinéart (Belgique)[3] ; Agora Films (Suisse)[3]
- Pays d'origine :  France
- Langue originale : français
- Genre : drame
- Format : couleur - numérique HD (Arri Alexa) - 2,35:1 - Dolby Digital
- Durée : 113 minutes
- Dates de sortie :
  - France : 15 mai 2014 (Festival de Cannes) ; 27 juin 2014 (Festival de La Rochelle) ; 7 juillet 2014 (Festival Paris Cinéma) ; 24 août 2014 (Festival d'Angoulême) ; 22 octobre 2014 (sortie nationale)
  - Italie : 6 septembre 2014 (Mostra de Venise)
  - Canada : 9 septembre 2014 (Festival de Toronto) ; 16 octobre 2014 (Festival de Montréal ; 27 février 2015 (sortie limitée : Toronto)
  - Belgique : 4 octobre 2014 (Festival de Namur) ; 22 octobre 2014 (sortie nationale)
  - États-Unis : 18 octobre 2014 (Festival de Philadelphie) ; 19 octobre 2014 (Festival de Santa Fe) ; 7 novembre 2014 (Festival de Virginie) ; 10 novembre 2014 (AFI Fest) ; 24 janvier 2015 (Festival de Sundance) ; 30 janvier 2015 (sortie limitée)
  - Suisse : 29 octobre 2014 (Suisse romande)[3]
- Date de sortie en DVD et Blu-ray : 4 mars 2015 (France)[4]

## Distribution
- Karidja Touré : Marieme, alias « Vic »
- Assa Sylla : Sophie, alias « Lady »
- Lindsay Karamoh : Adiatou
- Mariétou Touré : Fily
- Idrissa Diabaté : Ismaël
- Simina Soumaré : « Bébé », la sœur cadette de Marieme
- Cyril Mendy : Djibril, le frère aîné de Marieme
- Djibril Gueye : Abou
- Dielika Coulibaly : Monica, la prostituée
- Binta Diop : Asma, la mère de Marieme
- Chance N'Guessan : Mini, la plus jeune sœur de Marieme
- Rabah Nait Oufella : Kader, le chauffeur de Marieme
- Damien Chapelle : Cédric
- Nina Mélo : Caidy
- Elyes Sabyani : Abdel
- Halem El Sabagh : Farida
- Aurélie Verillon : la CPE (voix)
- Daisy Broom : la vendeuse de la boutique du Forum des Halles
- Fiona Hily : la fille du collège
- Leticia Milic : la collègue d'Asma
- Adiatou Sakho : la responsable
- Nassereba Keita : « Sweety », l'amie d'Adiatou et Fily qui a arrêté sa scolarité après avoir eu un enfant
- Tia : Bambi
- Pierre-Marie Um'Guene : le client de Monica

## Production
Dans ses deux premiers films, Céline Sciamma « partai[t] de quelque chose d’intime [qu'elle] projetai[t] vers de l’altérité et de la fiction » et elle a fait la démarche inverse pour celui-ci. Elle ne cherche toutefois pas immédiatement à se documenter sur la vie dans les cités, ne faisant cela qu'au moment du casting. Les personnages sont à la source du projet. En effet, Céline Sciamma a d'abord la volonté de parler des jeunes filles « en bande, bruyantes, vivantes, dansantes » qu'elle croise à Paris, notamment aux Halles, dans le métro et à la Gare du Nord. Elle y voit la possibilité de travailler plusieurs thématiques qu'elle a déjà abordées dans ses précédentes réalisations : la question de la féminité, celle des désirs et la construction de l'identité.

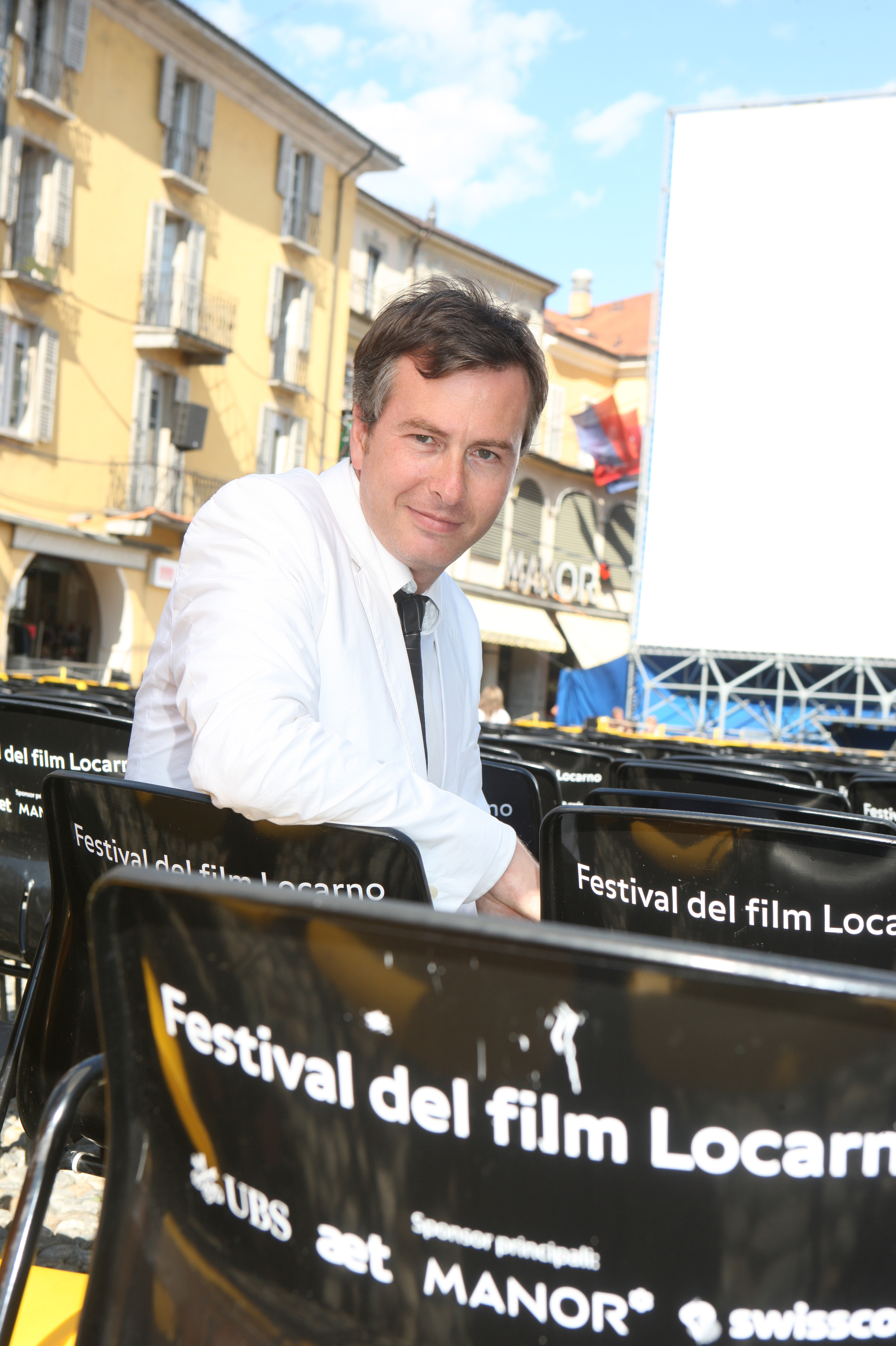
Olivier Père (ici en 2009), l'un des coproducteurs du film pour Arte France Cinéma.

Elle travaille ses personnages dans l'intention de les faire évoluer dans « une forme classique, celle du roman d’apprentissage de jeune fille », s'inspirant notamment de l'écrivaine Jane Austen et de la cinéaste Jane Campion. Ouvertement sériephile, Céline Sciamma souhaite aussi faire une référence à Friday Night Lights, une de ses séries préférées, à travers l'utilisation du football américain dans la première scène. Pour préparer son scénario, elle se documente aussi sur la violence féminine, notamment en lisant des ouvrages historiques.
Bénédicte Couvreur, qui a déjà produit les deux premiers films de Sciamma, suit l'élaboration de ce troisième long métrage dès l'écriture. Outre le cofinancement de ses sociétés Hold-up Films et Lilies Films, le film obtient notamment une avance sur recettes et la collaboration de plusieurs chaînes télévisées. La participation d'Arte France Cinéma est validée par le comité de sélection le 13 juin 2013 et annoncée par Olivier Père dès le lendemain. Le budget du film s'élève à environ 3 millions d'euros.
Céline Sciamma fait appel à des acteurs pour la plupart inconnus, souvent débutants au cinéma. La recherche des interprètes dure quatre mois et la réalisatrice rencontre entre 200 et 300 jeunes filles. La directrice du casting, Christel Baras, a d'abord procédé à des « castings sauvages » en cherchant de potentiels interprètes dans les rues de Paris. Bénédicte Couvreur précise que cette technique de recherche ne leur a pas semblé obligatoire mais a fini par être nécessaire notamment parce qu'« il y a très peu de jeunes filles noires dans les cours de théâtre ». Ainsi, Karidja Touré est abordée alors qu'elle se promène à la Foire du Trône, tout comme Mariétou Touré, jeune habitante de Bagnolet. Une partie des rôles secondaires est toutefois attribuée à des comédiens plus expérimentés et représentés par des agents. Outre quelques personnages secondaires, le casting est exclusivement composé de filles et garçons noirs. Les quatre actrices principales ont participé à une dizaine de séances de travail pour cerner leur personnage et l'ambiance de leur bande avant le tournage. La réalisatrice leur a ensuite permis d'improviser une partie des dialogues afin de gagner en authenticité. Durant le tournage, elles logent ensemble dans un loft à Bagnolet. Dans une même journée, Karidja Touré joue parfois des scènes concernant trois étapes différentes de son personnage et donc trois styles physiques, l'un nécessitant le port d'une perruque.

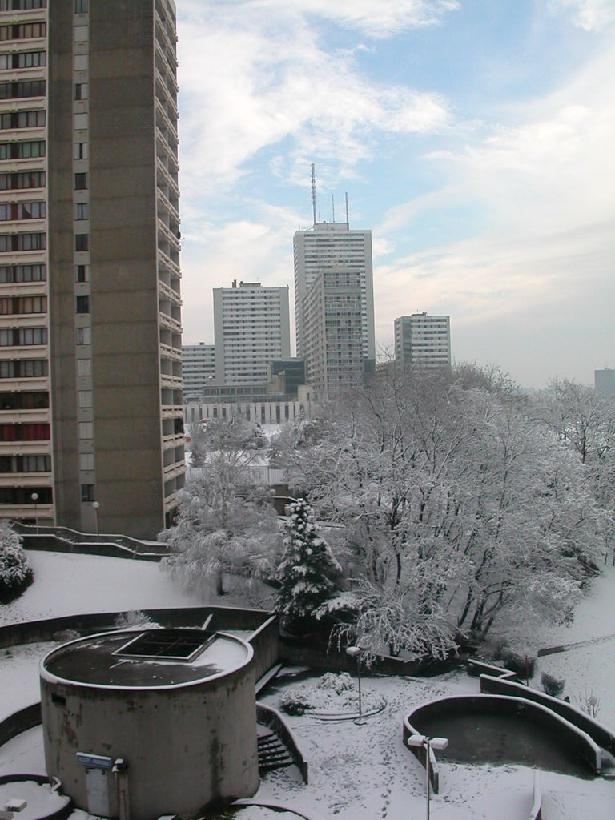
Vue de la Cité de la Noue (ici en 2004), à Bagnolet, où a été tourné Bande de filles.

Le tournage débute le 22 juillet 2013 et dure 37 jours, répartis sur 7 semaines et demie. Sciamma choisit des lieux piétonniers et assez colorés, avec la volonté de ne pas repeindre les lieux réels. Le tournage a notamment lieu dans la Cité de la Noue, à Bagnolet (Seine-Saint-Denis), ainsi que dans le quartier de La Défense (Hauts-de-Seine), au Forum des Halles à Paris et à Bobigny. La gare de Cergy-Saint-Christophe sert aussi de décor le 8 août. Certaines scènes sont également filmées du 29 au 31 juillet dans une rue de Romainville, où l'annonce du blocage intermittent de la circulation génère quelques tensions avec l'équipe municipale. Les décors d'intérieur sont recréés en studio, l'appartement de Marieme étant aménagé dans un ancien hôpital.
La réalisatrice décide de tourner en CinemaScope car c'est un « format propice à filmer le groupe et ces corps solidaires ». Ce format est notamment guidé par la volonté de jouer sur la profondeur de champ et sur les flous. Des tests sont effectués avec un viseur de champ pour vérifier si le format Scope pose des problèmes pour filmer les décors verticaux, et le recul possible sur place permet de valider cette option. Elle privilégie la caméra sur pied plutôt que portée, mais aussi les travellings et les plans-séquences,. La directrice de la photographie Crystel Fournier crée deux éclairages différents pour les deux cités qui apparaissent dans le film : des lampes à mercure ont été utilisées pour la cité principale, ainsi que des bacs fluorescents qui apparaissent à l'écran dans les halls et coursives extérieures, avec la volonté de provoquer une atmosphère globalement froide et sombre avec des contrepoints chauds ; l'autre cité est au contraire plus chaude, avec des réverbères au sodium. Pour les intérieurs, Fournier a opté pour des couleurs froides, y compris des gélatines de bleu saturé, se rendant compte que le choix de ces couleurs provoquait une plus grande élégance sur des peaux noires que sur des peaux blanches. Un projecteur Arrimax est utilisé pour figurer la lumière du soleil dans l'appartement de Marieme.
Le montage se déroule au sein de la société Digimage. Les plans séquences tournés sont parfois découpés lors du montage. L'étalonnage, qui dure deux semaines, est assuré par Aline Conan comme sur Tomboy. Cette étape a notamment permis d'approfondir les parties noires de l'image en renforçant le contraste.

## Musique

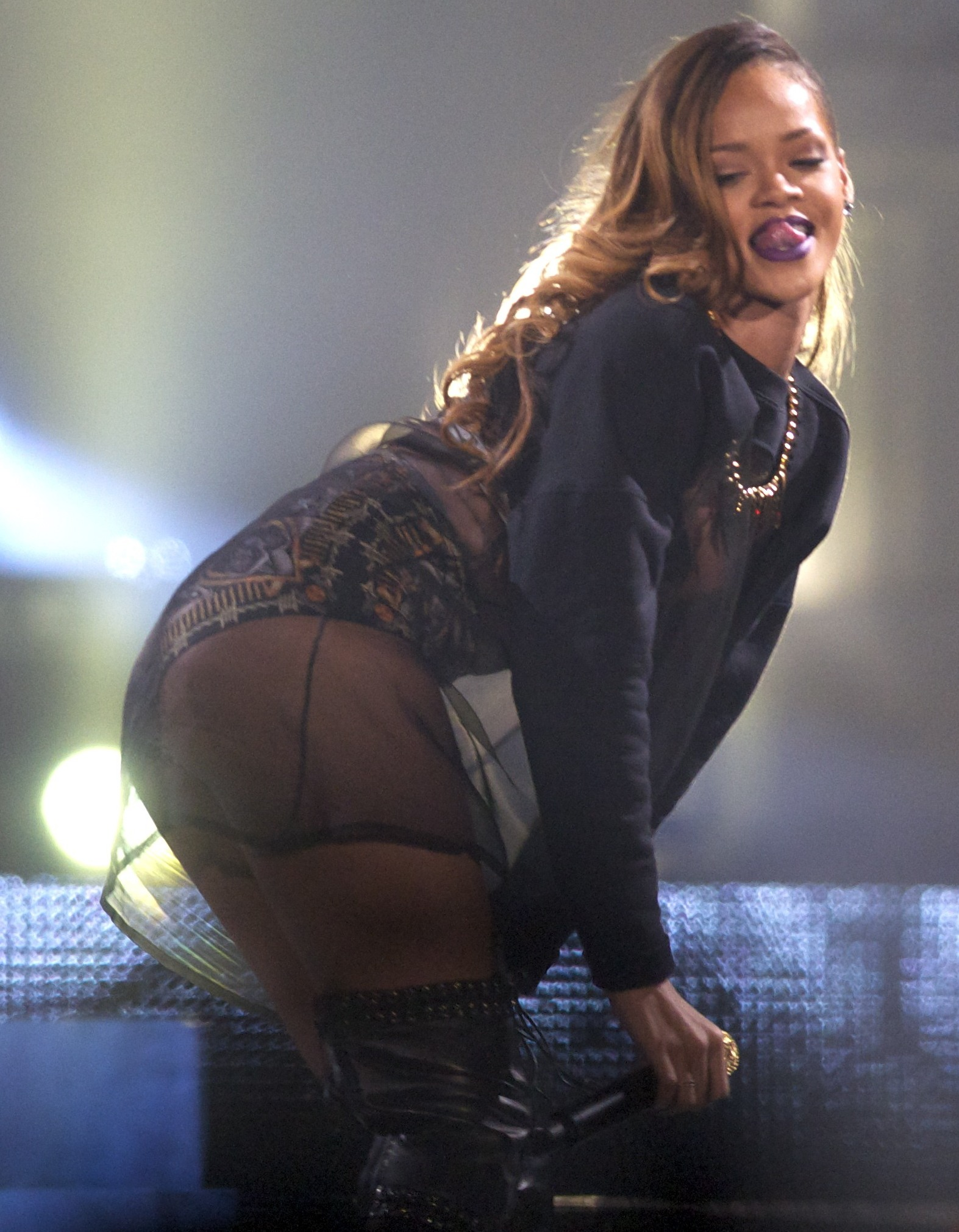
Sur la chanson Diamonds, les héroïnes reproduisent les danses et attitudes de Rihanna, ici en 2013 lors du Diamonds World Tour.

La musique originale est composée par Jean-Baptiste de Laubier, dit Para One, tout comme le premier film de Céline Sciamma, Naissance des pieuvres. La collaboration avec Para One est envisagée dès l'écriture du scénario, étape durant laquelle la réalisatrice estime déjà qu'il faudrait un thème musical revenant à plusieurs reprises dans le film, avec des variations en termes d'arrangements et de durée, pour symboliser et accompagner l'évolution du personnage et du récit.
Le film utilise aussi des chansons préexistantes, et notamment Diamonds de Rihanna, artiste que la réalisatrice « associe à cette jeunesse et à une époque ». Céline Sciamma pense à ce titre dès l'écriture du scénario et vérifie ensuite que ses actrices adhèrent à ce choix. Durant la préproduction en juin 2013, la productrice Bénédicte Couvreur collabore avec Creaminal, une société dans l'utilisation de la musique à l'image, et obtient un devis de la part d'Universal France pour pouvoir obtenir les droits d'utilisation de cette chanson, puis la séquence concernée, où les héroïnes dansent sur Diamonds, est filmée avec la musique in, c'est-à-dire avec la musique directement diffusée sur le plateau durant le tournage. Il ne fait alors pas de doute que cette scène sera dans le montage final mais la contractualisation des droits se complique alors, avec de longs échanges entre les différents ayants droit qui n'aboutissent à rien de concret. En plein montage, Céline Sciamma écrit alors une sorte de « lettre d'intention » pour convaincre ceux-ci de lui accorder les droits d'utilisation puis Creaminal envoie une copie de la séquence aux États-Unis et multiplie les contacts. La scène aurait tellement plu à Rihanna et à son équipe qu'ils donnent finalement leur accord. Jay Brown, manager du label Roc Nation, rencontre alors la réalisatrice et lui donne oralement son accord, qui nécessite toutefois un autre mois de négociations pour le finaliser. La scène concernée est ensuite largement commentée par la critique et souvent l'une des plus appréciées.
D'autres chansons utilisées par Céline Sciamma n'ont pas été créées pour ce film : Dark Allies de Light Asylum et Wop de J. Dash.
La bande originale de Para One sort en téléchargement légal le 20 octobre 2014 et en CD le 8 décembre 2014, sur le label Because Music.
| 1.  | Néon               |  |
| 2.  | Les Étages         |  |
| 3.  | Girlhood           |  |
| 4.  | Néon (reprise)     |  |
| 5.  | Le Départ          |  |
| 6.  | Les Sirènes        |  |
| 7.  | Les Tours          |  |
| 8.  | Slow Down          |  |
| 9.  | Arcade             |  |
| 10. | Girlhood (reprise) |  |

## Accueil

### Accueil critique

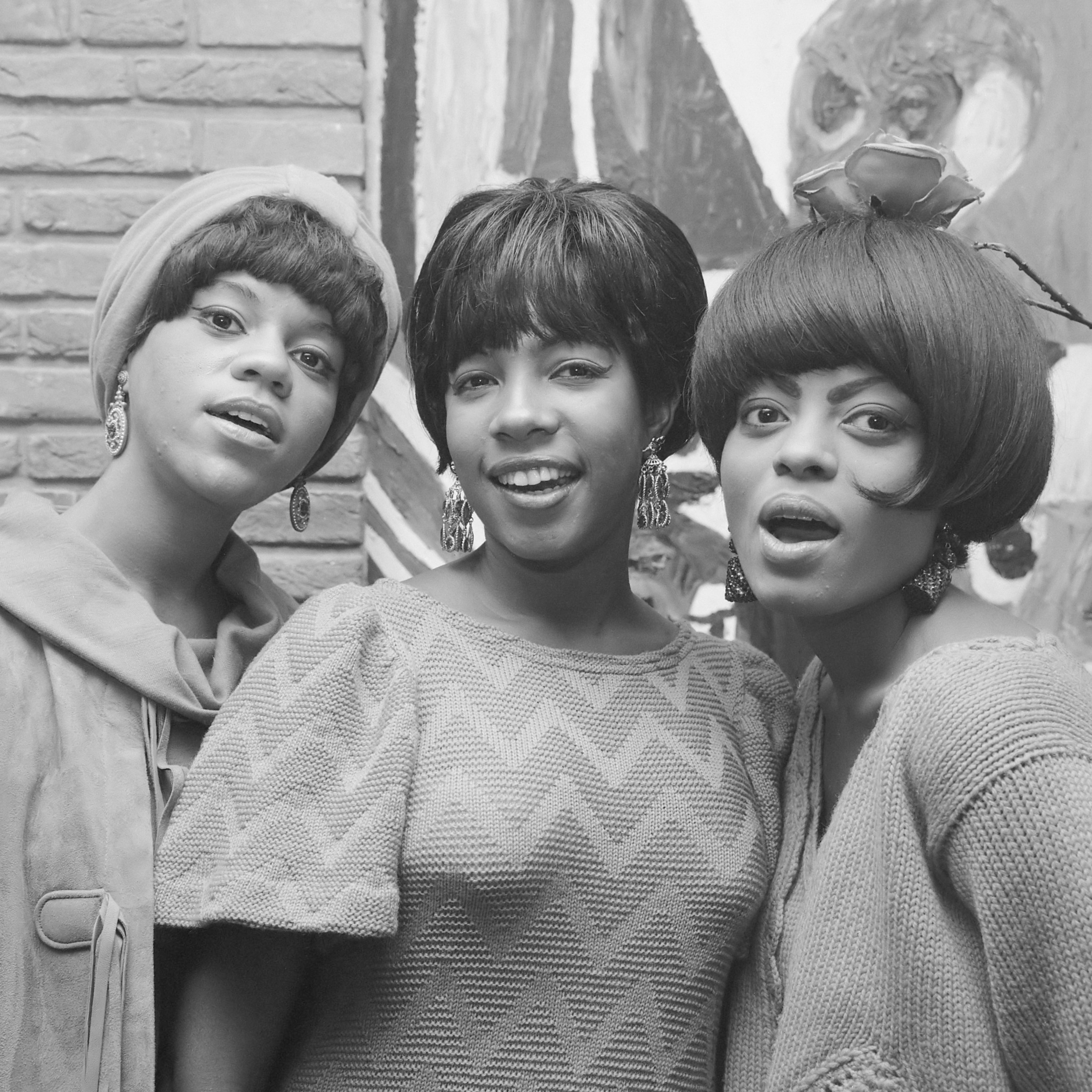
Le critique Serge Kaganski compare le quatuor d'actrices à des groupes féminins afro-américains des années 1960 comme The Supremes (ici en 1965).

Bande de filles reçoit un accueil critique globalement très favorable. Le site Allociné propose une moyenne de 3,8/5 à partir d'une interprétation de 30 critiques.
Serge Kaganski, pour Les Inrockuptibles, considère que Céline Sciamma, « dialectique, jamais manichéenne, […] retourne les apparences qu’elle a créées, ou du moins elle les complexifie », et reste « limpide dans son récit et ses options de mise en scène ». Selon lui, le quatuor d'actrices est « une version féminine et noire des Fab Four, une déclinaison frenchie 2014 des Supremes, Crystals, Shirelles, Vandellas et autres merveilles de la chapelle sixties pop black américaine », estimant que le film sert à « redire que la pop, le cinéma, la société n’appartiennent pas seulement aux mâles blancs ». En soulignant les nombreuses qualités des actrices, il note que « Bande de filles est aussi politique que Tomboy, non parce qu’il déploie un message programmatique mais parce qu’il se place pile-poil au cœur des prurits qui démangent une partie de la société française ».
Pour Mathilde Blottière de Télérama, le film parvient à « s'emparer d'une réalité contemporaine peu représentée à l'écran tout en la stylisant » et à « restituer la complexité en la sublimant ». Selon elle, la réalisatrice « ose un film physique » qui « valorise la beauté des corps, jeunes, souples, athlétiques, toujours en mouvement », et ainsi « capte toute l'énergie frondeuse de ses héroïnes ». Elle souligne aussi que Sciamma fait de ses personnages « des pionnières cherchant, seules et à la dure, à exister pleinement ». Elle note enfin que c'est le premier film qui « se réapproprie la banlieue avec autant de panache » depuis L'Esquive (2004) d'Abdellatif Kechiche, notamment car il « transforme aussi les lieux, ces tours ingrates qu'une nuit électrique rend méconnaissables, comme de curieux vaisseaux à l'architecture brute ».
Gérard Lefort, de Libération, parle de « film trépidant d'énergie et de rage ». Il estime qu'on est « loin de l’anthropologie à deux balles et de la non moins exténuante sociologie made in banlieue » et que ce film en est « une somptueuse variation lyrique qui, derrière la façade de son réalisme, ne craint pas l’art abstrait ». Évoquant les intermèdes entre les différents actes du films, il fait remarquer que « ce film trépidant d’énergie et trépignant de rage parfois se repose, reprend son souffle, fait le noir à l’écran ». Il note aussi que le film évite certains clichés en n'abordant pas l'islam, ni le hip-hop, ni la relation entre les policiers et les habitants des banlieues sensibles. Il explique que la cité de Bande de filles est en fait plus un « pays de la fiction, sur le terrain du ciné-roman, entre Outsiders de Coppola et un inédit de Jacques Demy ».

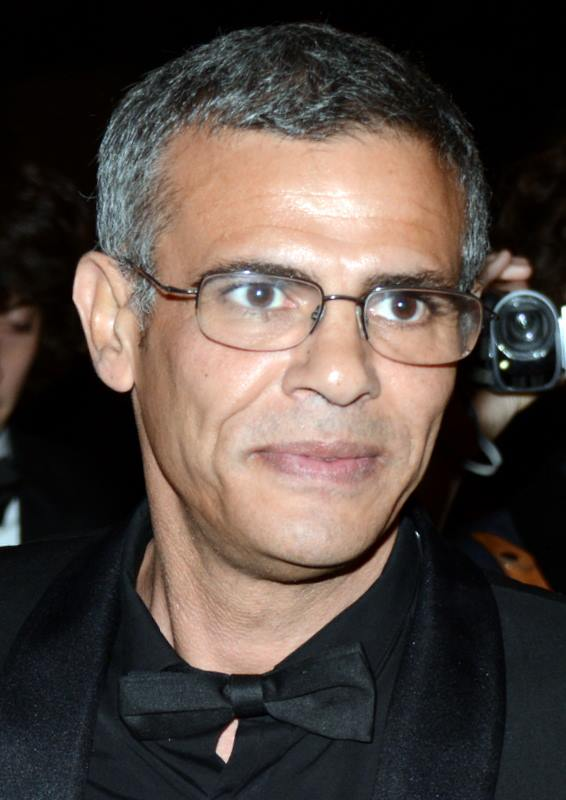
Plusieurs critiques ont comparé le film à ceux d'Abdellatif Kechiche (ici en 2013).

Dans Studio Ciné Live, Sophie Benamon estime que « Céline Sciamma porte haut les couleurs du girl power des cités », entre autres parce que « la force de l'intrigue est de trouver sa voie entre le film de banlieue, qui n'élude pas la sauvagerie du milieu, et le film de filles, où ça danse, ça chante et ça rigole ». En référence à la chanson de Rihanna utilisée dans le film, elle décrit la réalisatrice comme « un diamant brut » qui « ne se polit pas ». Cette séquence est d'ailleurs qualifiée à la fois de « jouissive », car elle « résume la force de caractère et la joie de vivre » ainsi que « leur solidarité », et d'« émouvante », car elle « témoigne que cette liberté ne peut s'exercer qu'hors de la cité, loin des regards des hommes ». Benamon note aussi que « ce qui intéresse véritablement Sciamma, et qu'elle réussit magnifiquement, c'est de filmer une féminité en construction ».
Dans Positif, Franck Garbarz applaudit la « mise en scène organique, au plus près des corps », qui fait que Sciamma « travaille l'adolescence comme peu de ses contemporains ». Dans Première, Isabelle Danel salue les « jeunes comédiennes débutantes sidérantes », estimant que « cette œuvre joyeuse et douloureuse, violente et douce, est une pure merveille ». Pour le magazine Elle, Khadija Moussou estime que Bande de filles est « le pendant féminin de La Haine » de Kassovitz et « si le film bluffe, c’est parce qu’il est beau, énergique et sidérant de réalisme ». Selon Moussou, la réalisatrice fait preuve d'« un regard bienveillant et admiratif ». Elle qualifie la scène de danse sur Diamonds de « scène culte », tout comme la séquence d'ouverture de football américain.
Pour le magazine panafricain Jeune Afrique, Renaud de Rochebrune considère que « ce récit générationnel entend saluer la beauté aussi bien extérieure qu’intérieure des filles des quartiers » et « pose un regard plein de fraîcheur sur les banlieues françaises ». Olivier Barlet, pour Africultures, estime que le film « évite les clichés, ou plutôt qu'il les retravaille pour les dépasser », cela « grâce aux subtilités de l'histoire mais surtout à l'esthétique de Céline Sciamma ».
Toujours sur Africultures, la journaliste franco-burkinabè Claire Diao est plus mitigée qu'Olivier Barlet. D'un côté, elle valide la maîtrise esthétique et technique ainsi que la qualité de la distribution, y compris des rôles secondaires moins commentés comme ceux d'Idrissa Diabaté et Rabah Naït Oufella. De l'autre, elle regrette qu'une partie des choix scénaristiques, comme le frère violent ou les vols commis par les filles, « conforte le cinéma français dans l'image déjà peu glorieuse qu'il a de ses minorités » et que celui-ci « s'enferme dans une vision quasi-ethnographique ». Elle espère tout de même, en évoquant les comédiens français « issus des minorités », que « le film de Céline Sciamma ouvrira les yeux de l'industrie sur le potentiel créatif "bâillonné" qui existe dans ce pays ».
Certaines critiques sont encore plus négatives, comme celle de Thomas Agnelli, dans l'avis « Contre » de Première en parallèle à celui d'Isabelle Danel. Celui-ci estime notamment que Sciamma « se cache derrière des artifices poseurs » qui révèlent selon lui « sa faiblesse, sa peur du réel, du naturalisme et son incapacité à s'aventurer dans un univers post-Pialat déjà dévoré par un monstre comme Kechiche ». Pour Le Nouvel Observateur, Vincent Malausa considère que la réalisatrice « réduit son film à une simple injonction fun et inconséquente » et qualifie le film de « girl-movie faux et ridicule ». Selon lui, « le film [tient] la route sur quelques jolies scènes aux enjeux limités (le karaoké dans la chambre d'hôtel) mais s'effondr[e] dès qu'il s'agit de se frotter à la réalité du terrain ». Il parle d'« anthropologie de bas étage », d'« approche lourdement sociologique », de « clichés ridicules » et de personnages qui fonctionnent comme « des tracts humains », considérant « la descente aux enfers de l'héroïne, plus artificielle encore que celle de Jeune et Jolie d'Ozon ». Esthétiquement, il critique une réalisation qui « flirte avec un esthétisme de world cinéma transformant le moindre plan en tableau académique » et plus particulièrement les « scènes de guérilla sorties d'une comédie musicale cheap ».

### Box-office et accueil public
En France, Bande de filles réunit plus de 306 000 spectateurs (environ 290 000 selon une autre source) dont plus de 136 000 à Paris. Il se classe à la 142e place du box-office français sur l'ensemble des films sortis en 2014. Le jour de sa sortie, il réalise la 5e performance nationale avec environ 25 000 entrées. Mais sur l'ensemble de sa première semaine d'exploitation, le film n'est que 13e des performances hebdomadaires et 6e des nouveautés, avec près de 141 000 entrées, dont environ 76 000 à Paris. La deuxième semaine, il est à la 17e place nationale avec plus de 70 000 spectateurs, soit une baisse de 50 %. Il sort du top 20 hebdomadaire dès la semaine suivante.
Lors de son premier week-end d'exploitation aux États-Unis, Bande de filles réalise le 68e score national avec plus de 7 600 dollars de recettes dans seulement deux cinémas projetant le film, soit la 10e meilleure moyenne par écran sur cette période de trois jours. Le film de Céline Sciamma passe ensuite à la 70e place pour les résultats du week-end suivant avec le 28e meilleur score par écran sur un total de cinq cinémas. Il reste 15 semaines à l'affiche aux États-Unis, dont 11 dans le top 100 hebdomadaire national, avec une 61e place hebdomadaire lors de sa sixième semaine d'exploitation, en ne dépassant jamais plus de cinq salles le diffusant simultanément.
L'Observatoire européen de l'audiovisuel répertorie un total d'au moins 312 000 entrées en Europe, dont plus de 20 000 hors de France. Les recettes mondiales sont estimées à au moins 1 684 000 dollars, dont environ 1 624 000 en France, 61 000 aux États-Unis et 43 000 en Belgique.
À partir d'observations de commentaires sur les réseaux sociaux, la journaliste franco-burkinabè Claire Diao estime que le public « issu des minorités » a éprouvé « un ras-le-bol et une grande déception ».

### Distinctions

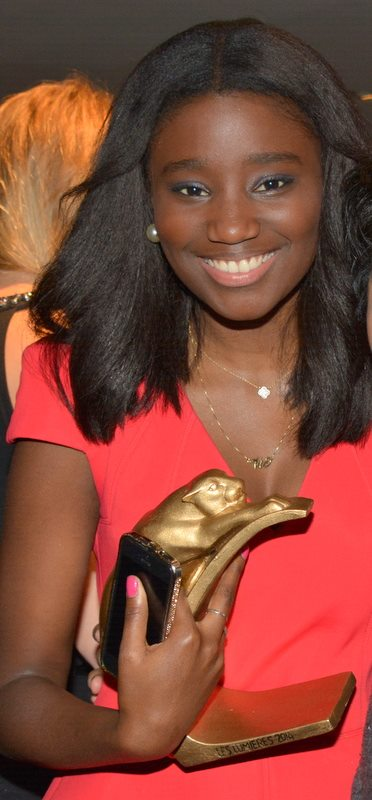
Karidja Touré tenant le Prix Lumières remporté par le film en 2015.

Sauf indication contraire, les informations mentionnées dans cette section peuvent être confirmées par les bases de données cinématographiques IMDb et Allociné,  présentes dans la section « Liens externes ».

#### Récompenses
- Festival international du film de Saint-Sébastien 2014 : Prix TVE « Otra Mirada »
- Festival international du film de Stockholm 2014 : Cheval de bronze du meilleur film (Grand prix) et meilleure photographie pour Crystel Fournier
- Festival du film de Philadelphie 2014 : prix spécial du jury
- Prix 2014 du Women Film Critics Circle : meilleur film non sorti au cinéma réalisé par ou à propos des femmes
- Grand Prix Cinéma ELLE 2014 : révélation féminine pour Karidja Touré[44]
- Prix Lumières 2015 : Prix spécial de l'Académie des Prix Lumières[45]
- Prix 2015 du Women Film Critics Circle : « Just Kidding Award » pour les interprètes et l'équipe du film, catégorie « Thrown Under the Bus »[n 6]
- Prix 2015 de l'International Cinephile Society Awards : meilleur film non sorti en 2014
- Black Reel Awards 2016 : meilleur film étranger
- Chlotrudis Awards 2016 : meilleure actrice pour Karidja Touré et meilleur montage pour Julien Lacheray

#### Nominations
- Prix LUX 2014 : finaliste
- Grand Prix Cinéma ELLE 2014 : prix du jury des lectrices[44]
- Prix Lumières 2015 : meilleur film, meilleur réalisateur et meilleur espoir féminin (Karidja Touré)
- César 2015 : meilleur réalisateur, meilleur espoir féminin (Karidja Touré), meilleur son et meilleure musique, ainsi que présélection « Révélation » pour le César du meilleur espoir féminin (Assa Sylla)
- British Independent Film Awards 2015 : meilleur film indépendant étranger
- Independent Spirit Awards 2016 : meilleur film étranger
- Chlotrudis Awards 2016 : meilleur film et meilleure utilisation d'une musique dans un film (Jean-Baptiste de Laubier, alias Para One)
- Prix 2016 de l'Alliance of Women Film Journalists : « EDA Female Focus Award » de la meilleure réalisatrice
- Prix 2016 de l'Australian Film Critics Association : meilleur film international en langue étrangère
- Black Reel Awards 2016 : meilleure actrice (Karidja Touré) et meilleure révélation féminine (Assa Sylla)

#### Sélections

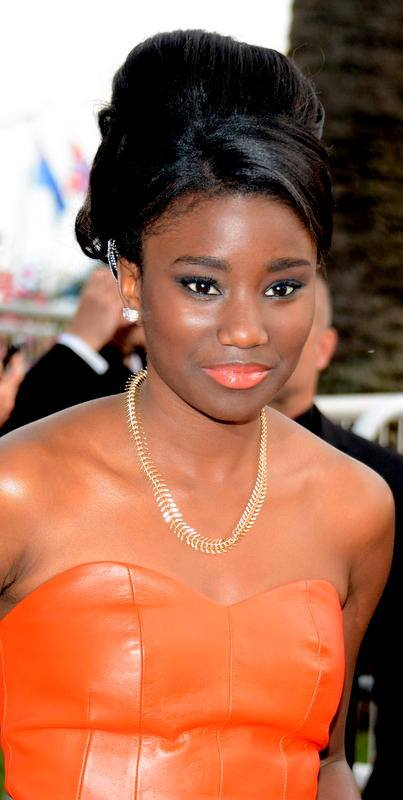
Karidja Touré lors de la projection du film au Festival de Cannes 2014.

- Festival de Cannes 2014 : sélection « Quinzaine des réalisateurs », dont il est le film d'ouverture[1], et sélection pour la Queer Palm[46]
- Mostra de Venise 2014 : sélection Prix LUX des « Giornate degli Autori »[47]
- Festival international du film de Toronto 2014 : sélection « Contemporary World Cinema »[2]
- Festival du film français d'Helvétie 2014 : sélection officielle[48]
- Festival international du film de Saint-Sébastien 2014 : sélection « Pearls »[49]
- Festival international du film de Rio de Janeiro 2014 : sélection « Panorama du cinéma mondial »[50]
- Festival du film de Hambourg 2014 : sélection pour le prix de la critique
- Festival international du film francophone de Namur 2014 : sélection en compétition officielle[51]
- Festival du nouveau cinéma de Montréal 2014 : présentation spéciale[52]
- Festival du film de Londres 2014 : sélection officielle en compétition
- Festival international du film de Varsovie 2014 : sélection « Discoveries »[53]
- Festival international du film de Mumbai 2014 : sélection « Rendez-vous with the French Cinema »[54]
- Festival international du film de Vienne 2014 : sélection officielle[55]
- AFI Fest 2014 : sélection « World Cinema »[56]
- Golden Horse Film Festival 2014 : sélection officielle[57]
- Festival du film français de Dublin 2014 : sélection officielle, film d'ouverture[58]
- Festival international du film de Rotterdam 2015 : sélection « Limelight »[59]
- Festival du film de Sundance 2015 : sélection « Spotlight »[60]
- Festival du film français en Israël 2015 : sélection officielle[61]
- Festival du film francophone de Grèce 2015 : sélection officielle en compétition[62]
- Festival du film français de Sacramento 2015[63]
- Festival du film de Zurich 2015 : sélection « Window: Nouvelle Vague au féminin »[64]

## Analyse thématique
Si le film a évidemment pour thème la place des filles dans les banlieues, Céline Sciamma estime que Bande de filles ne se réduit pas à cela et évoque aussi, entre autres, l'impasse identitaire. Le film s'inscrit dans la continuité des deux précédents longs métrages de la réalisatrice, Naissance des pieuvres et Tomboy, avec l'exploration de l'adolescence et la recherche d'identité durant cette période de la vie. De manière rétrospective seulement, Sciamma note que ces trois films constituent une sorte de trilogie, considérant que le fait d'aborder ces âges-là correspondait surtout à ses propres débuts de réalisatrice : « Il fallait trouver le dispositif qui m'autorise à m'inventer comme cinéaste, et cette recherche est assez proche de celle de mes personnages, qui eux aussi essaient de se trouver ». À propos du thème de l'adolescence, Gérard Lefort note que le surnom que prend Marieme, Vic, rappelle le personnage de La Boum (1980).
Le film reprend aussi la thématique socio-spatiale de la banlieue et de la périphérie, déjà abordée dans les deux premiers films de Céline Sciamma, qui est passée de la ville nouvelle dans Naissance des pieuvres à la cité résidentielle de banlieue dans Tomboy et Bande de filles, dans une version « bucolique » d'abord, puis dans des quartiers plus « sensibles » ici. En comparant avec La Haine (1995) et L'Esquive (2004), Sciamma considère toutefois que Bande de filles « n'est pas un film de banlieue » et a la volonté de réinterpréter ces espaces. Elle note aussi des points communs entre ces différents territoires, qui lui ont permis personnellement de comprendre ce qu'on ressent dans les cités, à travers « l'impression d'être à la périphérie, que le centre est proche mais difficilement accessible ». Olivier Barlet, sur Africultures, estime que le film « n'a rien des codes du film de banlieue, expression consacrée pour désigner les films qui la réduisent à des clichés ». Il note aussi que le fait que le choix d'interprètes noirs est « un choix politique de représentation de cette part invisible de la diversité » et fait remarquer que l'héroïne s'inscrit pleinement dans la société française en prenant l'équipe de France « sans hésiter » lorsqu'elle joue au jeu vidéo de football avec son frère.

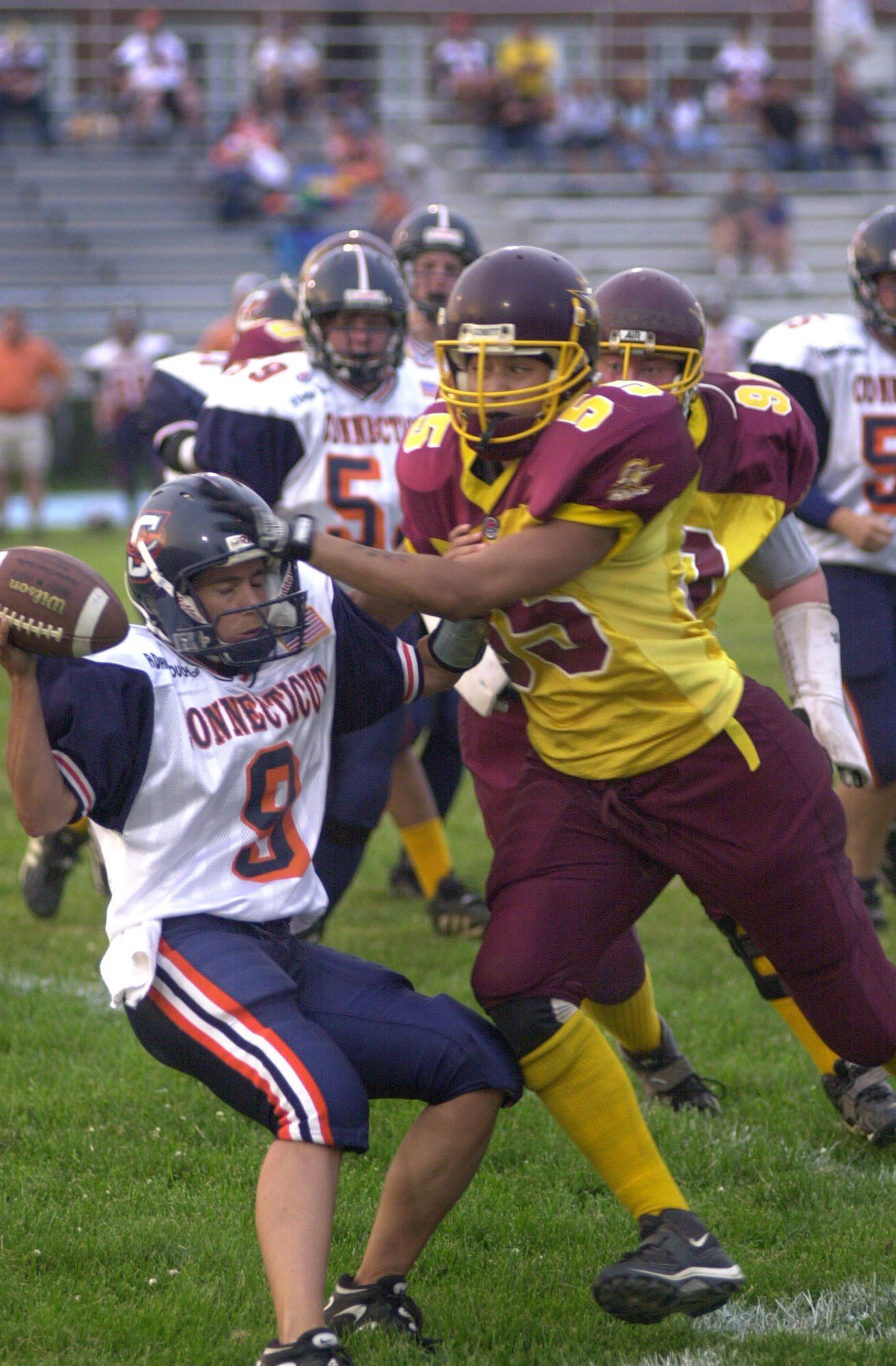
Le film débute par une scène de football américain féminin (ici un match entre les D.C. Divas et les Connecticut Crushers en 2003).

Dans ce milieu urbain particulier, la cinéaste s'attache surtout à montrer la place des filles parmi la population. Ainsi, Mathilde Blottière de Télérama explique que, dans la deuxième scène du film, « les filles redeviennent vulnérables, soumises au regard prédateur des mecs ». Bande de filles évoque alors « la guerre des sexes, le poids des communautés, les conflits de territoires ». Si Marieme rejoint Lady, Adiatou et Fily, c'est parce qu'elles sont « bien décidées à ne pas se laisser dicter de lois » et qu'elles « refusent absolument les rôles qu'on leur assigne », quitte à se faire « traiter de putes ». Gérard Lefort propose lui aussi une analyse de l'ouverture, qu'il qualifie de « symphonie d’un autre monde » car la scène de football américain symbolise un espace de liberté où « ces costauds s’empoignant sévère sont des filles », avant que celles-ci ne soient à nouveau projetées dans leur quotidien où les hommes dominent « une fois tombé l'uniforme du sport ». Lefort note que la « bande » est d'abord une « bande-son » à travers la « joyeuse cacophonie » qui fait perdurer « l'esprit d'équipe » lors du retour des filles dans leur quartier, avant une « disparition progressive des choristes de la déconne » lorsqu'elles sont contraintes de « rejoindre en silence et en solitaire les pénates de leur cité de banlieue où règnent, crépusculaires et inquiétantes, des silhouettes masculines ».
Selon Serge Kaganski, la « réalité est un empilement de contraintes et d’interdits » pour le personnage principal, donc Lady et ses copines « représentent la liberté, l’émancipation » car elles sont « sexy, affranchies, libres de leurs paroles et de leurs actes (du moins en apparence) ». Il souligne que l'intégration de l'héroïne dans cette bande se traduit par une transformation physique et qu'ensuite, « à chaque séquence du trajet cahoteux vers son destin de femme, Vic change de costume, d’apparence ». Il compare cette évolution à celle du personnage de Valeria Bruni Tedeschi dans Saint Laurent de Bertrand Bonello : « les vêtements, le corps, l’esprit, tout se transforme à l’unisson ». Il note aussi que chaque style prend une valeur symbolique (« haut de jogging "caillera" qui efface le genre, minijupe et perruque blonde pour souligner une féminité artificiellement sophistiquée ») car « le parcours existentiel est aussi une affaire de transformations visibles, comme dans les contes ». À ce sujet, Gérard Lefort note quant à lui que Marieme « gagne ses galons de fille mature, invente son féminisme, en exagérant tous les codes de la virilité (honneur, baston, etc.) - jusqu’à se vivre en « bonhomme », cheveux courts et seins bandés -, pour mieux subjuguer ces aliénations et surtout cesser d’en souffrir ».
La scène où Marieme couche avec son petit ami est également symbolique de la volonté du personnage de s'affranchir des codes et du patriarcat. Lefort fait en effet remarquer que « c’est Vic qui prend l’initiative avec Ismaël, son jeune fiancé, histoire de mater ses jolies fesses avant de larguer son pucelage ». Au sujet du plan final, Olivier Barlet, sur Africultures, y voit la « rage qui permettra à Vic de sortir du déterminisme de son environnement social, et cinématographiquement de sortir du cadre ». Quant à la violence féminine qu'elle met en scène, Sciamma précise, sur la base de ses recherches, qu'« il n'y a pas plus de délinquance féminine aujourd'hui qu'auparavant » mais qu'« on coupe les femmes de l'histoire de leur propre violence, on nie qu'elle existe depuis toujours et on ramène à la dimension de bagarre ce qui est de l'ordre de la lutte ». Pour elle, ses personnages sont donc « des activistes qui ne se le formulent pas et dont la violence est une réponse à une violence globale ».